# Suriubu (Soileco)
Suriubu (Siriubu) ist ein osttimoresischer Ort im Suco Soileco (Verwaltungsamt Bobonaro, Gemeinde Bobonaro). Die kleine Siedlung liegt im Osten der Aldeia Soileco, auf einer Meereshöhe von 759 m. Sie liegt östlich des Flusses Marobo auf einem Bergrücken. Auf diesen führt eine Straße nach Nordosten in den Nachbarort Biliubu (Suco Obulo).